# No. 40 Commando
40-й загін британських командос (англ. No. 40 Commando) — підрозділ спеціального призначення британських командос, що структурно входить до складу Королівської морської піхоти Великої Британії з часів Другої світової війни.
Організаційно створений як підрозділ легкої піхоти, 40-й загін (вимовляється як «Фоті командо») здатний виконувати широкий спектр оперативних завдань. Персонал регулярно відряджається за межі Сполученого Королівства для проведення спеціальних операцій або навчання. У той час як 3-тя бригада командос, до якого входить 40-й загін, є основним військовим формуванням британських командос для дій у зимових та арктичних погодних умовах, особовий склад цього підрозділу здатний діяти на різноманітних театрах воєнних дій, включаючи тропічні джунглі, пустелю або гірську місцевість. 40-й загін є постійним учасником щорічних навчань бригади з бойових дій у холодну погоду в Норвегії.

## Історія

### 1943
У травні бригада спеціальної служби, що мала у своєму складі загони No. 2, No. 3, No. 40 та No. 41, була передислокована до Північної Африки, де приступила до підготовки до вторгнення на Сицилію. Серед цього угруповання командос, два загони морської піхоти, No. 40 та No. 41, вперше брали участь у бойових діях, і сміливо билися, як авангард сил вторгнення при висадці на узбережжя італійського острову. У листопаді 1943 року 2-га бригада спеціальної служби, що проявила себе на Італійському фронті, була посилена групами бельгійських та польських спецназівців зі складу No. 10 Commando.

### 1945
1 квітня 1945 року 2-га бригада у повному складі з особовим складом загонів No. 2, 9, 40 та 43 під командуванням підполковника Ронні Тода залучалася до проведення операції «Роаст» у бухті Комаккьо на північному сході Італії. З початком масштабного наступу союзних військ на півночі країни, командос вели затяті бої з противником, примушуючи його відступити за річку По й своїми діями забезпечували фланг 8-ї британської армії. В ході битви британські командос знищили три піхотні батальйони, два артилерійські підрозділи та кулеметну роту Вермахту. Вояки захопили 946 німецьких солдатів у полон, а також 20 польових гармат й значну кількість мінометів, реактивних установок противника.

## Фолклендська війна
У 1982 році, після аргентинського вторгнення на Фолклендські острови, 40-й загін командос залучався до проведення операції «Корпорейт». 21 травня загін був одним з перших підрозділів британських військ, що висадилися на березі та закріпилися на плацдармі у Сан-Карлосі. Підрозділ згодом був розділений на дві роти, приєднані до Валлійської гвардії, які готувалися атакувати Порт-Стенлі, коли відбулася капітуляція Аргентини.